# Kasseburg
Kasseburg település Németországban, Schleswig-Holstein tartományban. Lakosainak száma 593 fő (2023. december 31.).

## Népesség
A település népességének változása:
| Lakosok száma | 479  | 584  | 575  | 583  | 571  | 593  |
|               | 1975 | 2017 | 2019 | 2021 | 2022 | 2023 |